# 汐谷友希
汐谷 友希（しおや ゆき、2004年9月14日 - ）は、日本のモデル。MISS MERCYのメンバー。静岡県出身。本名は、菅谷友希。スターダストプロモーション所属。

## 経歴
2019年3月30日に開催された「マイナビ presents 東京ガールズコレクション 2019 SPRING/SUMMER」（横浜アリーナ）に出演。
2020年2月、「湖池屋プライドポテト」CMに出演（テレビCM初出演）。
2020年4月、ブレイク女優の登竜門としても注目される大塚製薬「ポカリスエット」のCMに起用される。
2022年2月9日、ダンスボーカルグループMISS MERCYの発足メンバーとなる。

## 人物
- 趣味はギター、ウクレレ[5]
- 特技は書道、ダンス[5]。

## 出演

### テレビドラマ
- ウソかホントかわからない やりすぎ都市伝説 ザ・ドラマ「座敷童子」（2021年5月5日、テレビ東京） - 主演・座敷童子 役[6]
- DIY!! -どぅー・いっと・ゆあせるふ-（2023年7月5日 - 8月30日、MBS・TBS） - 蜷川部長 役
- 訳アリ女ダイアリー（2024年3月2日、TBS） - 栗原麻衣 役

### 配信ドラマ
- 終わらせる者 Episode1「人形」（2022年9月22日、LINE NEWS VISION）

### 映画
- メタモルフォーゼの縁側（2022年6月17日、日活） - 橋本英莉 役[7]
- BATTLE KING!! Map of The Mind -序奏・終奏-（2025年2月14日・3月14日、SDP） - 山縣楓麟 役[8]

### 舞台
- リーディングアクト「メモランダム No.136」（2023年12月17日・20日・24日、紀伊國屋ホール） - スザンヌ 役[9][10]

### CM
- 湖池屋「湖池屋プライドポテト」（2020年2月8日 - ）[2]
- 大塚製薬 ポカリスエット（2020年4月10日 - ）[3][11]
- 国際ファッション専門職大学（2023年4月21日 - ）[12]

### 雑誌
- madame FIGARO japon（2022年4月号、CCCメディアハウス）

### ミュージックビデオ
- reGretGirl「グッドバイ」（2021年）

### WEB
- 早稲田アカデミー「15のキミへ」（2019年12月20日 - ）[13]

### ランウェイ
- 第28回 東京ガールズコレクション 2019 SPRING / SUMMER（2019年3月30日、横浜アリーナ）[1]
- 第29回 東京ガールズコレクション 2019 AUTUMN / WINTER（2019年9月7日、さいたまスーパーアリーナ）[14][15]